# Ebodina
Ebodina là một chi bướm đêm thuộc họ Tortricidae.

## Các loài
- Ebodina circensis  Meyrick, 1928
- Ebodina elephantodes  Meyrick, 1938
- Ebodina lagoana  Razowski & Tuck, 2000
- Ebodina lithoptila  Diakonoff, 1960
- Ebodina simplex  Diakonoff, 1968
- Ebodina sinica  Liu & Bai, 1986